# آلن رنه لوساژ
آلن رنه لوساژ (به فرانسوی: Alain-René Lesage) رمان‌نویس و نمایش‌نامه نویس قرن هفدهم میلادی اهل فرانسه است.

## زندگی‌نامه
آلن رنه لوساژ از نویسندگان دراماتیک قرن هفدهم و هیجدهم فرانسه است که در سال ۱۶۶۸ متولد گردید. در کودکی یتیم شد. قیمش تمام دارایی او را خورد و او مجبور گشت که خود برای امرار معاش کار کند. بدین جهت دست به ترجمه و تألیف آثار ادبی زد و نمایشنامه‌هایی نیز با اقتباس از آثار ادبی اسپانیا به وجود آورد.
گرچه تمام عمر در پاریس می‌زیست، لیکن با هیچ‌یک از محافل ادبی دوستی و رفت‌وآمد نداشت. تنها راه رفع احتیاجاتش هنرش بود و همیشه از جاه طلبی برحذر بود. در بعضی آثارش به‌شدت از وضع اجتماعات آن روز که مبنای آن‌ها بیشتر بر کلاهبرداری و حقه بازی‌های مزورانه بوده‌است انتقاد می‌نماید. گرچه لوساژ موضوع بیشتر داستان‌های خویش را از رمان‌های اسپانیا و نویسندگان آن‌ها اقتباس نموده‌است، ولی او با هنرمندی خویش آن‌ها را به طرز جالب تر و زیباتری درآورد که هم‌اکنون از بهترین آثار ادبی فرانسه به‌شمار می‌روند.
مری کلود پتی تجربیات سفر خود به ایران را مکتوب کرد و آنها را برای آلن رنه لوساژ فرستاد. اما زمانی که پونچارتین این موضوع را شنید، به لوساژ نامه نوشت و از او خواست که درخواست پتی را برای بازنویسی و انتشار خاطراتش رد کند. و و در نهایت نسخه خطی اصلی خاطرات پتی گم شد.
در سال ۱۷۴۷ چشم از جهان فروبست.

## رمان
- Le Diable boiteux
- Gil Blas (سرگذشت ژیل بلاس) 12 جلد[۲]
- ,Les Aventures de Monsieur Robert Chevalier, dit de Beauchêne, capitaine de flibustiers dans la
- Nouvelle-France (1732)
- Le Bachelier de Salamanque (1736) فارغ‌التحصیل سالامانکا

## نمایشنامه‌ها
- Crispin rival de son maître (1707) کریسپن رقیب ارباب خویش است.
- Les Étrennes (1708)
- Turcaret (1709) تورکاه
- Arlequin baron allemand (1712)
- La Foire de Guibray (1714)
- Le Monde renversé (1718)
- Les Pèlerins de la Mecque (1726)
- Les Amants jaloux (1735)

```
 , remaniement des Étrennes
 , suivi d’une quinzaine d’autres pièces sur Arlequin
```